# Kolonia Piaski (województwo mazowieckie)
Kolonia Piaski – wieś w Polsce, położona w województwie mazowieckim, w powiecie radomskim, w gminie Zakrzew.
W skład sołectwa wchodzą Kolonia Piaski, Gózdek, Gustawów i Sosnowica. W 2023  sołectwo liczyło 567 mieszkańców.
W latach 1975–1998 miejscowość należała administracyjnie do województwa radomskiego. 